# 瑞典肉丸

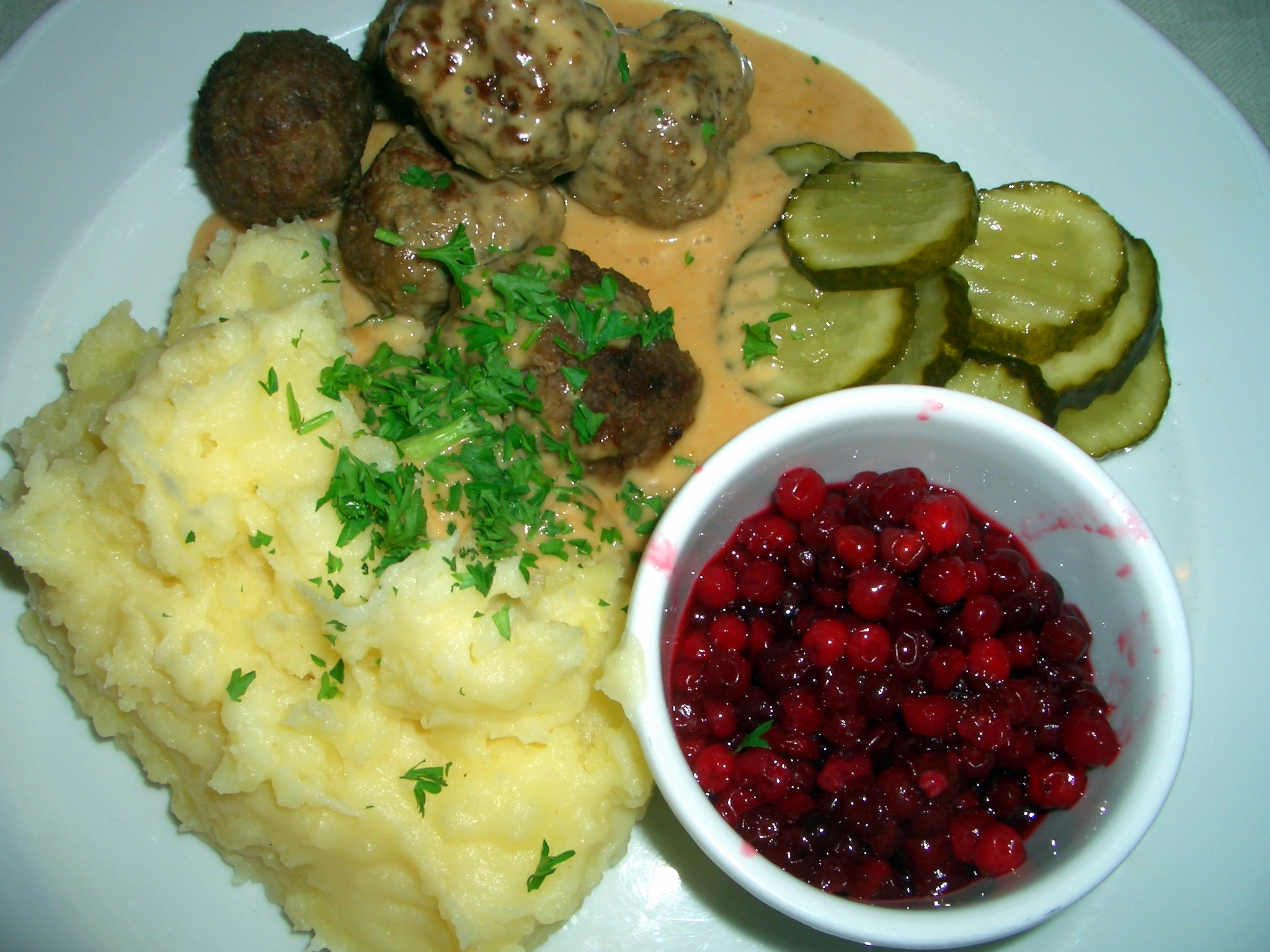
正餐上的瑞典肉丸切片，配以醬汁、腌黃瓜、果醬及薯蓉食用。

瑞典肉丸（瑞典語：Köttbullar，瑞典語發音：[ɕœtbɵlːar]），是一種傳統瑞典美食。
瑞典肉丸一般都用絞碎了的牛肉，又或牛肉混和豬肉，不過有時也會用羊肉或打獵得來的野味來製作肉丸。這些肉類在製成肉丸前，還會加入牛奶、麵包糠、切碎的洋蔥、馬鈴薯粉或燕麥片，然後再加上白胡椒、鹽、五香粉或肉桂等香料調味，搓勻後捏成球形。傳統上，瑞典肉丸是正餐的食物，配以馬鈴薯泥、果醬、腌黃瓜、肉湯等拌菜。
不過現時在世上各地流傳的瑞典肉丸，是一種已經小食化的肉丸，體積比較小之餘，味道和製作方法也比較簡單。現時在各地的宜家家居（IKEA）大部份分店的餐廳都有販售，所以在世界各地也為人所知。